# 乌门多夫 (巴登-符腾堡州)
乌门多夫（德語發音：[ˈʊməndɔɐ̯f]）是德国巴登-符腾堡州的一个市镇。总面积20.65平方公里，总人口4375人，其中男性2194人，女性2181人（2011年12月31日），人口密度212人/平方公里。